# Canavalia grandiflora
Canavalia grandiflora är en ärtväxtart som beskrevs av George Bentham. Canavalia grandiflora ingår i släktet Canavalia och familjen ärtväxter. Inga underarter finns listade i Catalogue of Life.